# Francisco de Sousa Neves
Francisco de Sousa Neves ( – 6 de junho de 1961) foi um político brasileiro.
Foi deputado à Assembleia Legislativa de Santa Catarina na 2ª legislatura (1951 — 1955), eleito pelo Partido Trabalhista Brasileiro (PTB)).